# Morpho peleides
Morpho peleides е тропическа пеперуда от семейство Многоцветници (Nymphalidae), разпространена в Мексико, Централна Америка, северните части на Южна Америка до Парагвай и остров Тринидад.
Блестящият син цвят на горната част на крилата се дължи на дифракция на светлината от милиони миниатюрни люспици по повърността им. Това оцветяване е начин пеперудата да отблъсква хищниците като разтваря крилете си бързо. Размахът на крилете е 7,5 - 20 см. Жизненият цикъл на пеперудата от яйце до имаго е твърде кратък – едва 115 дни.
Имагото се храни от сокове на гниещи плодове на манго, киви, и личи. Ларвите ѝ са канибали. Гъсеницата е с червено-кафяв цвят с яркозелени петна.